# 흰마모셋
흰마모셋 (Mico leucippe)은 신세계원숭이에 속하는 마모셋 원숭이의 일종이다. 황금흰맨귀마모셋으로도 불린다. 브라질에서 발견된다.